# 何莫邪
何莫邪（德語：Christoph Harbsmeier, 1946年4月16日—）是一位德国汉学家，奥斯陆大学汉学系教授，挪威皇家科学院院士。中文名叫何莫邪。

## 生平
1946年出生于德国赖登豪森，兄弟五人，排行老四。1961年随父母搬去哥廷根，1966年中学毕业后获得奖学金，前往英国牛津大学学习西方哲学，入学不久认识英国汉学家霍克斯而改学古代汉语，1973年获得牛津大学墨顿学院汉语专业硕士学位，1973年至1976年担任马来西亚理科大学讲师，1980年担任奥斯陆大学高级讲师，1981年获得哥廷根大学博士学位。1985年升任汉学系教授。
曾先后在新加坡国立大学、柏林高等研究院、香港大学、社会科学高等学院、海德堡大学、普林斯顿大学、复旦大学、上海师范大学、北京大学、浙江大学、鲁汶大学、法国国家科学研究中心、布达佩斯学院、芝加哥大学、华盛顿大学、华东师范大学、布拉格查尔斯大学、马克斯·普朗克研究所、武汉大学、加州大学伯克利分校、密歇根大学、乌普萨拉瑞典高等研究学院和香港中文大学担任客座教授。